# Мазруи, Али
Али Мазруи (англ. Ali Mazrui; 24 февраля 1933[…], Момбаса — 12 октября 2014[…], Вестал, Нью-Йорк) — кенийско-американский академик, профессор и писатель по африканским и исламским исследованиям, а также отношениям между Севером и Югом. Был директором Института глобальных культурных исследований Бингемтонского университета в Бингемтоне, (штат Нью-Йорк), и директором Центра афроамериканских и африканских исследований Мичиганского университета. Продюсировал телевизионный документальный сериал «Африканцы: тройное наследие» (The Africans: A Triple Heritage).

## Биография
Родился 24 февраля 1933 года в Момбасе, Британская Кения. Был сыном судьи Аль-Амина бин Али Мазруи, который также был учёным и писателем, и одна из его книг была переведена на английский язык Хамзой Юсуфом как «Содержание характера» (The Content of Character). Семья Мазруи была богатой и влиятельной семьей в Кении, ранее правившей Момбасой. Али Мазруи благодарил своего отца за то, что он привил ему стремление к интеллектуальным дебатам, поскольку тот не только участвовал в судебных разбирательствах, но также был известным памфлетистом и публичным участником дебатов. Али Мазруи с юных лет сопровождал своего отца в суд и слушал его политические и моральные дебаты. Первоначально намеревался пойти по пути своего отца как исламиста и продолжить учебу в университете аль-Азхар в Египте. Из-за плохой успеваемости на экзамене на получение сертификата Кембриджской школы в 1949 году ему было отказано в поступлении в колледж Макерере, единственное высшее учебное заведение в Восточной Африке в то время. Затем работал в Институте мусульманского образования Момбасы (ныне Технический университет Момбасы).
По сообщениям прессы, Али Мазруи плохо себя чувствовал в течение нескольких месяцев до смерти. Умер естественной смертью в своем доме в Вестале в Нью-Йорке в воскресенье 12 октября 2014 года. Его тело было направлено в Момбасу и прибыло рано утром в воскресенье, 19 октября 2014 года. Тело отнесли в семейный дом, где по исламскому обычаю омыли. Поминальная молитва была проведена в мечети Мбарук в Старом городе, и он был похоронен на семейном кладбище напротив форта Иисус. На его похоронах присутствовали секретарь кабинета министров Наджиб Балала, лидер большинства в парламенте Аден Дуале, губернатор Хассан Джохо, а также сенаторы Хассан Омар и Абу Чиаба.
Принимал участие в написании оксфордского «Словаря африканских биографий».